# Centrale nucléaire de Crimée
La centrale nucléaire de Crimée (en ukrainien : Кримська АЕС ; en russe : Крымская АЭС) est le nom donné à une centrale nucléaire située en Crimée dont la construction a été interrompue après la catastrophe de Tchernobyl.

## Historique du projet
Son emplacement a été fixé dans les années 1970 sur la péninsule de Kertch sur le territoire du village de Lénine, dans l'est de la péninsule de Crimée. Une petite ville, Chtcholkine, a été construite à proximité du site en 1978 pour abriter les ouvriers constructeurs puis le personnel de cette centrale nucléaire alors en construction depuis 1976.
Mais en 1986, peu après la catastrophe de Tchernobyl, une inspection de la centrale de Chtcholkine révéla qu'elle était placée sur un site géologiquement peu sûr. Le projet fut alors abandonné.

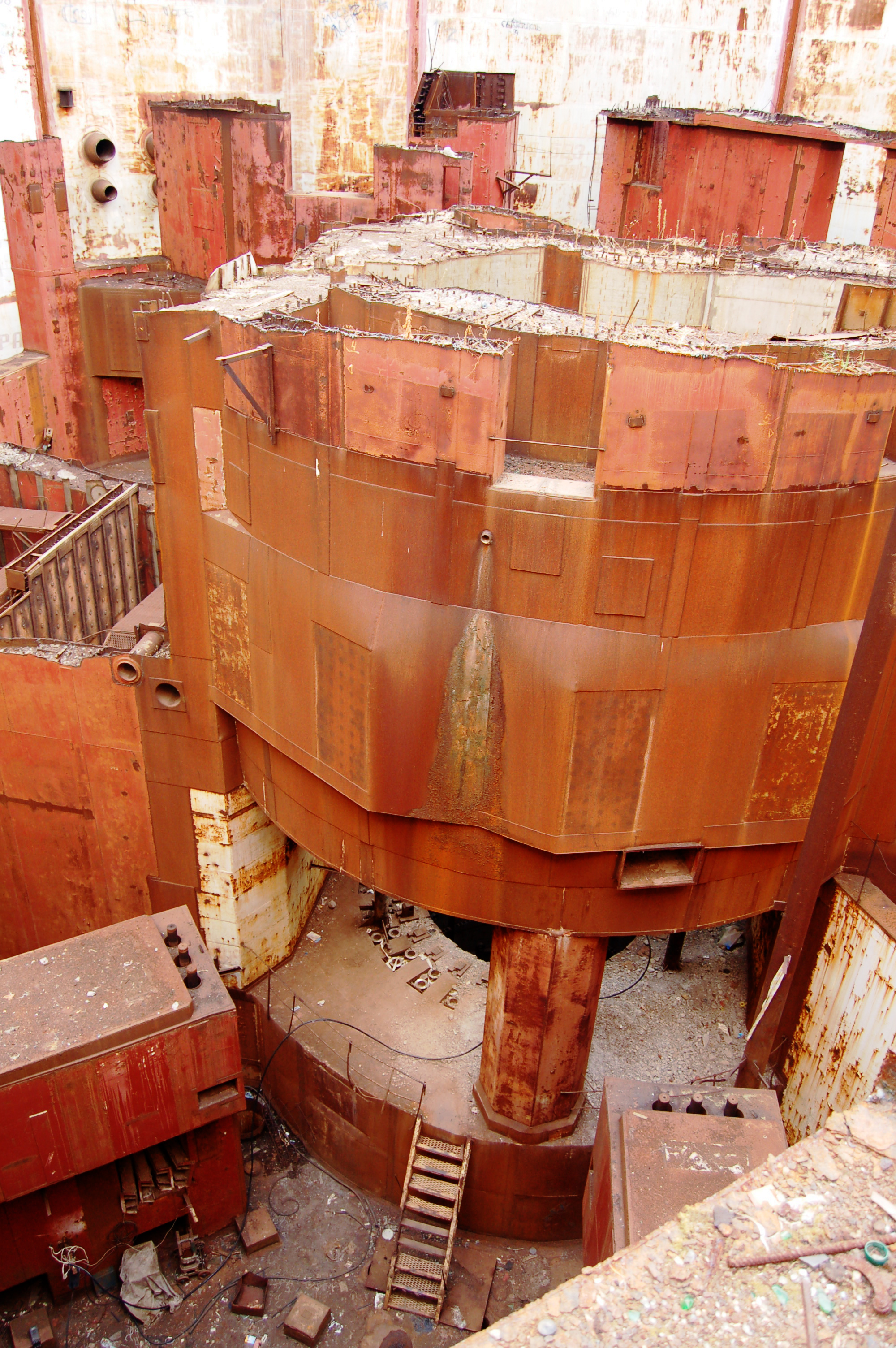
L'intérieur du bâtiment du réacteur no 1.
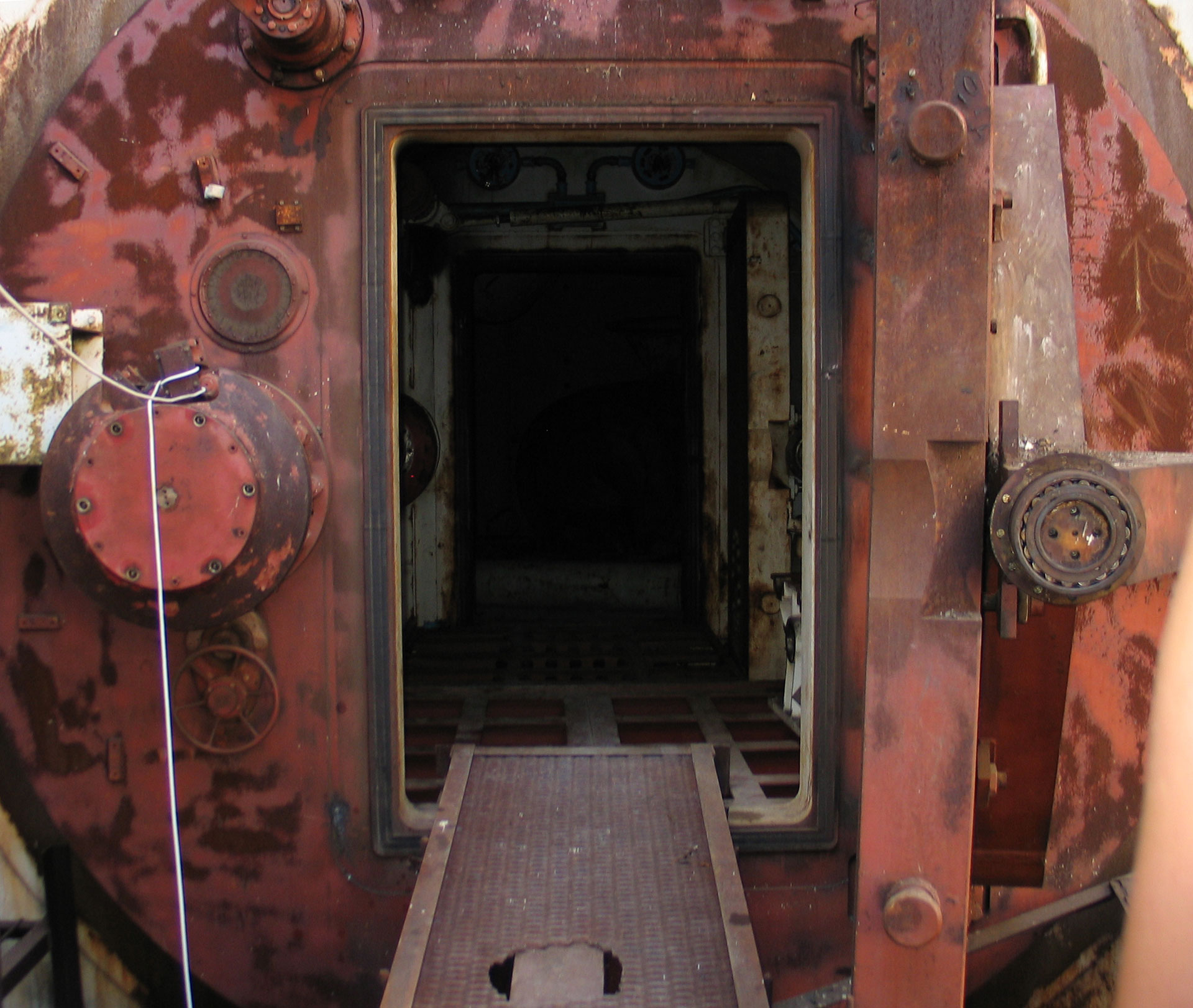
Entrée de la zone de confinement du réacteur no 1.
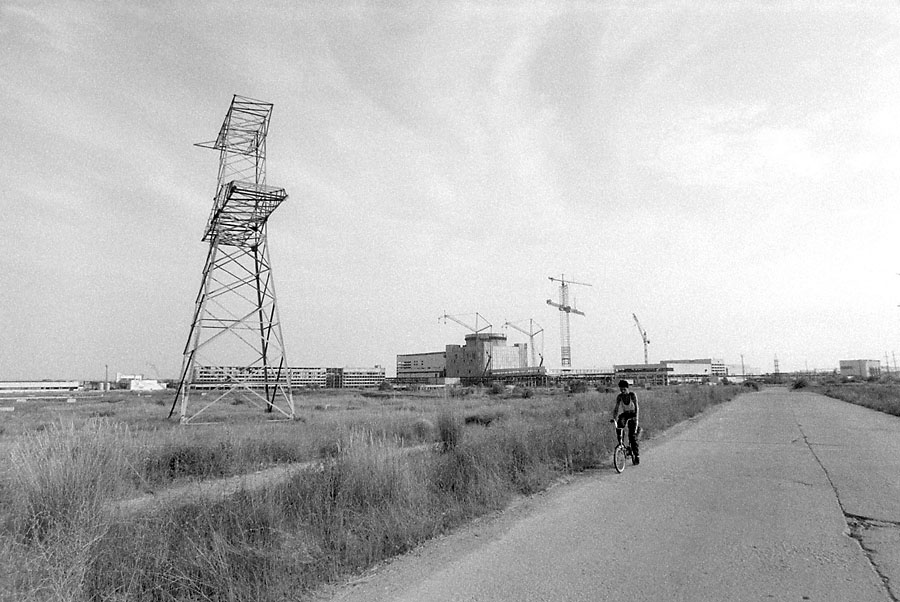
Le site de la centrale nucléaire en 1999.

## Récupération, détournement
De 1993 à 1999, les ruines du projet de centrale furent le centre de la « République KaZantip » et de son festival musical et culturel, dont le nom et certaines manifestations (nuits nucléaires, etc.) sont associés à cette période du « Reaktor ». La République de KaZantip s'est ensuite déplacée.

## Données concernant les réacteurs prévus
| no du réacteur | Type de réacteur | Performances- nettes | Performances- brutes | Construction | Mise en service prévue |
| -------------- | ---------------- | -------------------- | -------------------- | ------------ | ---------------------- |
| Krim-1         | WWER-1000/320    | 950 MW               | 1000 MW              | 01.12.1982   | 01.01.1989             |
| Krim-2         | WWER-1000/320    | 950 MW               | 1000 MW              |              | 2000                   |
| Krim-3         | WWER-1000/320    | 950 MW               | 1000 MW              |              | 2000                   |
| Krim-4         | WWER-1000/320    | 950 MW               | 1000 MW              |              | 2000                   |